# Paul Dummett
Paul Dummett, né le 26 septembre 1991 à Newcastle upon Tyne, est un footballeur international gallois qui évolue au poste de défenseur à Wigan Athletic.

## Biographie

### En club
Au club de Newcastle United depuis ses neuf ans, Paul Dummett devient notamment capitaine de l'équipe réserve du club. Il est initialement prêté pour un mois en mars 2012 au Gateshead FC qui évolue en cinquième division anglaise, son prêt est par la suite prolongé jusqu'en fin de saison,. Il participe à dix rencontres de championnat, toutes en tant que titulaire.
La saison suivante, le défenseur est prêté au Saint Mirren FC, club de première division écossaise. Il y fait ses débuts le 15 septembre 2012 lors de la sixième journée de championnat en étant titularisé face au Heart of Midlothian FC (victoire 2-0). Il inscrit son premier but au niveau professionnel face à St Johnstone FC le 8 décembre de la même année (match nul 1-1) et marque de nouveau trois semaines plus tard face à Dundee United (victoire 3-4),. Paul Dummett retourne à Newcastle United le 4 janvier 2013 et fait ses débuts avec son club formateur le lendemain en entrant en jeu en seconde période face à Brighton & Hove Albion en Coupe d'Angleterre (défaite 2-0),. Il retourne en prêt au Saint Mirren FC pour le reste de la saison le 31 janvier 2013. Il remporte avec le club écossais la Coupe de la Ligue face au Heart of Midlothian FC (3-2). Entre Newcastle United et le Saint Mirren FC, il participe à 37 matches cette saison et inscrit 2 buts.
Paul Dummett retourne ensuite à Newcastle United et prolonge d'un an. Le 19 août 2013, il fait ses débuts en Premier League lors de la première journée de championnat face à Manchester City en remplaçant Yoan Gouffran à la mi-temps (défaite 4-0). Pour sa deuxième apparition, le 19 octobre 2013 lors de la huitième journée de championnat, il inscrit son premier but en Premier League face au Liverpool FC sur une passe de Yohan Cabaye (match nul 2-2).

### En sélection nationale
Paul Dummett est sélectionné en équipe du pays de Galles espoirs grâce aux origines galloises de son père. Il fait ses débuts en sélection le 17 novembre 2010 en remplaçant James Bloom face à l'Autriche en match amical (victoire 1-0). Il obtient sa deuxième sélection face à l'Andorre lors d'un match comptant pour les éliminatoires à l'Euro espoirs 2013 le 29 février 2012 (victoire 4-0).
Le 4 juin 2014, Paul Dummett honore sa première sélection en A en remplaçant Neil Taylor en fin de match lors d'une rencontre amicale face aux Pays-Bas (défaite 2-0).

## Statistiques
| Saison                | Club                   | Championnat             | Championnat | Championnat | Coupe nationale | Coupe nationale | Coupe de la Ligue | Coupe de la Ligue | Pays de Galles | Pays de Galles | Total | Total |
| Saison                | Club                   | Division                | M.          | B.          | M.              | B.              | M.                | B.                | M.             | B.             | M.    | B.    |
| 2011–2012             | Gateshead FC (prêt)    | Conference Premier      | 10          | 0           | -               | -               | -                 | -                 | -              | -              | 10    | 0     |
| Sous-total            | Sous-total             | Sous-total              | 10          | 0           | 0               | 0               | 0                 | 0                 | 0              | 0              | 10    | 0     |
| 2012–2013             | Saint Mirren FC (prêt) | Scottish Premier League | 30          | 2           | 3               | 0               | 3                 | 0                 | -              | -              | 36    | 2     |
| Sous-total            | Sous-total             | Sous-total              | 30          | 2           | 3               | 0               | 3                 | 0                 | 0              | 0              | 36    | 2     |
| 2012–2013             | Newcastle United       | Premier League          | -           | -           | 1               | 0               | -                 | -                 | -              | -              | 1     | 0     |
| 2013–2014             | Newcastle United       | Premier League          | 18          | 1           | -               | -               | 3                 | 0                 | 1              | 0              | 22    | 1     |
| 2014–2015             | Newcastle United       | Premier League          | 25          | 0           | 1               | 0               | 3                 | 1                 | -              | -              | 29    | 1     |
| 2015–2016             | Newcastle United       | Premier League          | 23          | 1           | 1               | 0               | -                 | -                 | 1              | 0              | 25    | 1     |
| 2016-2017             | Newcastle United       | Championship            | 45          | 0           | -               | -               | 1                 | 0                 | -              | -              | 46    | 0     |
| 2017-2018             | Newcastle United       | Premier League          | 20          | 0           | 1               | 0               | -                 | -                 | -              | -              | 21    | 0     |
| 2018-2019             | Newcastle United       | Premier League          | 26          | 0           | -               | -               | -                 | -                 | 3              | 0              | 29    | 0     |
| 2019-2020             | Newcastle United       | Premier League          | 16          | 0           | -               | -               | 1                 | 0                 | -              | -              | 17    | 0     |
| 2020-2021             | Newcastle United       | Premier League          | 15          | 1           | 1               | 0               | -                 | -                 | -              | -              | 16    | 1     |
| 2021-2022             | Newcastle United       | Premier League          | 3           | 0           | -               | -               | -                 | -                 | -              | -              | 3     | 0     |
| 2022-2023             | Newcastle United       | Premier League          | -           | -           | -               | -               | 1                 | 0                 | -              | -              | 1     | 0     |
| 2023-2024             | Newcastle United       | Premier League          | 1           | 0           | 1               | 0               | 2                 | 0                 | -              | -              | 4     | 0     |
| Sous-total            | Sous-total             | Sous-total              | 192         | 3           | 6               | 0               | 11                | 1                 | 5              | 0              | 214   | 4     |
| Total sur la carrière | Total sur la carrière  | Total sur la carrière   | 232         | 5           | 9               | 0               | 14                | 1                 | 5              | 0              | 260   | 6     |

## Palmarès

### En club
- Saint Mirren FC
- Vainqueur de la Coupe de la Ligue écossaise en 2013.
- Newcastle United
  - Champion d'Angleterre de deuxième division en 2017.